# Английская гитара
Английская гитара (англ. English guitar) — струнный щипковый музыкальный инструмент из семейства цистр. Была распространена в Европе приблизительно в 1750—1850 годах. Типичная разновидность английской гитары содержала 10 струн, из которых четыре верхние были парными; типичная настройка: c, e, g, c1, e1, g1; существовали также 12-струнные инструменты с хорами для всех шести звуковысот.

## Термин и история
Атрибут «английская» возник около 1780 года для отличия инструмента от 6-струнной испанской гитары, которая в то время получила всеевропейское распространение (и в конце концов, совершенно вытеснила «английскую гитару»). 
В исторические времена английская гитара бытовала не только в Англии (где для этого инструмента чаще использовался термин англ. cittern), но и в других европейских странах (во Франции её называли фр. guitare angloise; в Норвегии просто «гитара») и в США (известно, что на ней играли в семье Дж. Вашингтона). Английская гитара послужила прототипом португальской гитары, импортированным в Португалию во времена британского протектората (XVIII—XIX века).
Во второй половине XVIII века английская гитара завоевала популярность в среде любителей музыки, желавших освоить некий «несложный» инструмент для салонного музицирования; она же получила распространение как инструмент уличных музыкантов. Основу репертуара составляли обработки популярных арий, песен и танцевальных мелодий. Из академических композиторов для камерного ансамбля с участием английской гитары писали Феличе Джардини и Франческо Джеминиани. Авторство сонаты для английской гитары (около 1775 года) приписывают И. К. Баху.